# Barbara Lüdemann
Barbara Lüdemann, geb. Witte, (* 28. April 1922 in Wetzlar; † 21. Februar 1992 ebenda) war eine deutsche Politikerin (FDP).

## Leben und Wirken
Barbara Lüdemann wurde als Tochter des Bergwerksdirektors Wilhelm Witte und dessen Frau Hildegard, geb. Große-Leege, in der Wetzlarer Turmstraße 22 geboren. Am 22. September 1941 beantragte sie die Aufnahme in die NSDAP und wurde rückwirkend zum 1. September desselben Jahres aufgenommen (Mitgliedsnummer 8.682.984).
Am 14. Juni 1950 heiratete sie den Pastor Christian Lüdemann (* 1917; † 1950) und zog mit ihm nach Schnega in der Lüneburger Heide. Nach nur zehn Wochen verstarb jedoch ihr Ehemann. Daraufhin kehrte Barbara Lüdemann in ihre Heimat zurück und wurde im Oktober 1950 Lehrerin für landwirtschaftliche Haushaltskunde in Grünberg, ab 1954 in Wetzlar.
Lüdemann trat 1964 in die FDP ein und war von 1964 bis 1976 Mitglied im Kreistag des Landkreises Wetzlar. Bei der Bundestagswahl 1972 war sie auf der Landesliste der FDP Hessen als erste Nachrückerin gesetzt. Nach dem Tod von Karl-Hermann Flach wurde Lüdemann am 4. September 1973 dann Mitglied des Deutschen Bundestages. Sie vertrat ihre Partei im Wirtschaftsausschuss und wurde schließlich familienpolitische Sprecherin der FDP-Bundestagsfraktion. Lüdemann gehörte dem Bundestag bis zum Ende der 7. Wahlperiode 1976 an. Ein Wiedereinzug blieb erfolglos.
Bereits als Kreistagsmitglied begann Barbara Lüdemann Familienpflegestellen für Kinder aus Berlin-Neukölln, dem Partnerschaftsbezirk von Wetzlar, zu vermitteln. Durch ihr Engagement konnte sie zeitlebens über 100 Pflegestellen vermitteln.

## Ehrungen und Auszeichnungen
Lüdemann erhielt für ihr soziales Engagement im November 1975 das Bundesverdienstkreuz am Bande sowie 1979 den Ehrenbrief des Landes Hessen. Neben zahlreichen weiteren Ehrungen, trägt heute in der Wetzlarer Kernstadt eine Straße den Namen Barbara-Lüdemann-Straße.